# Acts of Violence
Pour plus de détails, voir Fiche technique et Distribution.
Acts of Violence est un thriller américain réalisé par Brett Donowho, sorti en 2018.
Le tournage a commencé à Cleveland en mars 2017.
Avec une durée de 86 minutes, il a été lancé dans un engagement théâtral limité ainsi que sur la vidéo sur demande par Lionsgate Premiere le 12 janvier 2018,.
En France, le film ne sort pas en salles, mais directement en vidéo et DVD, avant d'être diffusé à la télé comme téléfilm.

## Synopsis
Quand Mia (Melissa Bolona (en)), la fiancée de leur petit frère Roman (Ashton Holmes), se fait enlever par des trafiquants d'êtres humains, Brandon (Shawn Ashmore) et Deklan McGregor (Cole Hauser), deux anciens militaires, vont tout risquer pour les traquer et la sauver avant qu'il ne soit trop tard. Ils font alors équipe avec un policier, le détective James Avery (Bruce Willis), qui enquête sur la traite d'êtres humains et la bureaucratie corrompue.

## Fiche technique
Sauf indication contraire, les informations mentionnées dans cette section peuvent être confirmées par la base de données cinématographiques IMDb,  présente dans la section « Liens externes ».
- Titre original : Acts of Violence
- Réalisation : Brett Donowho
- Scénario : Nicolas Aaron Mezzanatto
- Montage : Frederick Wardell
- Photographie : Edd Lukas
- Musique : James T. Sale
- Producteurs : Anthony Callie, Randall Emmett, George Furla, Mark Stewart
- Société de production :
- Société de distribution : Lionsgate Premiere
- Langue originale : anglais
- Genre : Film dramatique, Film policier, Film d’action, Thriller
- Dates de sortie :
  -  États-Unis : 12 janvier 2018
  -  France : 24 avril 2018 (Directement en DVD)

## Distribution
- Bruce Willis (VF : Patrick Poivey) : l'inspecteur James Avery
- Ashton Holmes (VFB : Loïc Buisson) : Roman McGregor
- Cole Hauser (VFB : Marc Weiss) : Deklan McGregor
- Shawn Ashmore (VFB : Brieuc Lemaire) : Brandon McGregor
- Melissa Bolona (en) (VFB : Mélanie Dermont) : Mia
- Sean Brosnan (VFB : Lionel Bourguet) : Vince
- Sophia Bush (VFB : Hélène Van Dyke) : l'inspecteur Brooke Baker
- Mike Epps (VFB : Brahim Waabach) : Max Livingston
- Tiffany Brouwer : Jessa McGregor
- Jenna B. Kelly (VFB : Ludivine Deworst) : Haley
- Patrick St. Esprit (VFB : Jean-Michel Vovk) : Hemland
- Rotimi (VFB : Grégory Praet) : Franck
- Matt Metzler : Richard
- Kyle Stefanski : Davis
- Boyd Kestner (en) : Stevens

- Version française
  - Studio de doublage : Hiventy
  - Adaptation : Thibault Longuet
  - Direction artistique : Géraldine Frippiat